# Vesna Horaček
Vesna Tadić Horaček, née le 22 août 1976, est une ancienne joueuse internationale croate de handball. Elle a notamment évolué au RK Krim, au Hypo Niederösterreich et au Metz Handball.
En fin de carrière, elle rejoint Cergy-Pontoise Handball 95 en tant que joueuse avant d'accepter un poste d'entraineur adjointe en 2013. 
Elle est la mère de Tamara Horacek, internationale française de handball.

## Palmarès

### En clubs
compétitions internationales
- vainqueur de la Ligue des champions en 2001[2] (avec RK Krim)

compétitions nationales
- championne de Slovénie en 2000, 2001 et 2002 (avec RK Krim)
- championne d'Autriche en 2003 et 2004 (avec Hypo Niederösterreich)
- championne de France en 2005, 2006, 2007, 2008 et 2009 (avec Metz Handball)
- vainqueur de la coupe de France en 2010 (avec Metz Handball)
- vainqueur de la coupe de la Ligue en 2005, 2006, 2007, 2008, 2009 et 2010 (avec Metz Handball)

### En équipe nationale
- Médaille d'argent aux Jeux méditerranéens de 1997